# Beach soccer ai III Giochi europei
I tornei di beach soccer ai III Giochi europei si sono svolti dal 27 giugno al 1º luglio 2023 alla Tarnów Beach Arena di Tarnów.

## Calendario
| P | Turni preliminari | ½ | Semifinali | B | Finale 3º posto | F | Finale 1º posto |

| Data →           | Mar 27 | Mer 28 | Gio 29 | Ven 30 | Sab 1° | Sab 1° |
| ---------------- | ------ | ------ | ------ | ------ | ------ | ------ |
| Torneo maschile  | P      | P      | P      | ½      | B      | F      |
| Torneo femminile | P      | P      | P      | ½      | B      | F      |

## Podi
| Evento                            | Oro      | Argento | Bronzo     |
| Beach soccer maschile (dettagli)  | Svizzera | Italia  | Spagna     |
| Beach soccer femminile (dettagli) | Spagna   | Ucraina | Portogallo |

## Medagliere
| Pos.   | Paese      | Oro | Argento | Bronzo | Totale |
| ------ | ---------- | --- | ------- | ------ | ------ |
| 1      | Spagna     | 1   | 0       | 1      | 2      |
| 2      | Svizzera   | 1   | 0       | 0      | 1      |
| 3      | Italia     | 0   | 1       | 0      | 1      |
| 4      | Ucraina    | 0   | 1       | 0      | 1      |
| 5      | Portogallo | 0   | 0       | 1      | 1      |
| Totale | Totale     | 2   | 2       | 2      | 6      |